# برنشتورف
برنشتورف (به آلمانی: Bernstorf) یک شهر در آلمان است که در نوردوست‌مکلنبورگ واقع شده‌است. برنشتورف ۳۴۴ نفر جمعیت دارد.